# Paratetracnemoidea americana
Paratetracnemoidea americana is een vliesvleugelig insect uit de familie Encyrtidae. De wetenschappelijke naam is voor het eerst geldig gepubliceerd in 1985 door Gordh.